# Ashraf Fayad
Ashraf Fayad (în arabă:‏اشرف فياض, născut în 1980 ) este un poet arab saudit de origine palestiniană, artist plastic și curator de expoziții de artă.
Ashraf Fayad s-a născut în Arabia Saudită, fără cetățenie, într-o familie de arabi palestinieni emigrată din Khan Yunes, Fâșia Gaza, cu 15 ani inaintea nasterii sale.
Fayad este unul din creatorii cei mai însemnați activi în scena artistică din Arabia Saudită. El acționează și în domeniul promovării de expoziții de artă și de relatii între artiștii din țara sa și galeriile, muzeele și curatorii și creatorii de artă din lume.
În anul 2013 Fayad a organizat o mare expoziție de artă „Mostly Visible”, la Jeddah, care s-a bucurat de aprecierea lui Chris Dercon, directorul Galeriei Tate din Londra, care a vizitat-o. În același an Fayad a fost curatorul expoziției artiștilor saudiți la Bienala de la Veneția.
El este unul din membri influenți ai organizației artistice saudo-britanice „Edge of Arabia”.

## Acțiuni judiciare împotriva sa
În august 2013 la o cafenea în orașul Abha, din sud-vestul Arabiei Saudite,în care locuiește, nu departe de granița cu Yemenul, în vreme ce viziona cu un grup de colegi un meci de fotbal, a izbucnit o ceartă pe tema artei moderne între Fayad și un cunoscut. Cunoscutul, cu care Fayad era în conflict de mai mulți ani, a depus o plângere la poliție, sub motivul că Fayad ar fi insultat pe Dumnezeu și pe profetul Mahomed și că a vorbit într-un mod ofensator despre statul saudit. I s-a reproșat și părul lung și fumatul de țigări. Pe deasupra, cunoscutul a susținut că într-un volum de versuri, Instruction Within publicată în anul 2008, Fayad a făcut propagandă pentru laicism. Fayad a fost arestat de îndată. Neexistând probe contra sa, în ziua următoare, poliția l-a eliberat pe Fayad pe cauțiune.
După 4 luni, la 1 ianuarie 2014 Fayad a fost arestat din nou prin surprindere, de către „poliția de moravuri” , care i-a confiscat buletinul de identitate  și l-a închis.  Fayad a dezmințit într-un interviu în ziarul „The Guardian” ca ar difuza idei ateiste și a susținut că cartea sa din 2008 povestește despre experiența sa ca refugiat palestinian și tratează teme culturale si filozofice. Fanatici religioși, a afirmat el, au denaturat cele scrise și au interpretat o poezie a sa ca fiind îndreptată împotriva divinității. În februarie 2014  a început procesul lui Fayad sub acuzația de blasfemie, idei ateiste și legături interzise cu femei. Ca probe au fost aduse câteva fotografii ale unor femei de pe telefonul sau celular, care după mărturia sa erau femei prietene și artiste plastice care participaseră la săptămâna artei la Jeddah și ale căror fotografii proveneau de pe Instagram. În ciuda mărturiilor în favoarea sa care afirmau a nu-l fi auzit vreodată pe artist pronunțându-se contra religiei. Fayad, în vârstă de 35 ani, a fost condamnat de tribunal la 4 ani închisoare și 800 lovituri de bici.    
Procuratura a făcut apel, cerând condamnarea la moarte. Fayad a fost rejudecat și la 17 noiembrie 2015 a fost condamnat la moarte pentru cinci capete de acuzare, între care apostazie, propagandă ateistă, periclitarea moralei publice, legături interzise cu femei. În sentința sa judecătorul a afirmat că „pocăința este o faptă a inimii al cărei loc se află în Tribunalul lumii de apoi, ea nu este relevantă pentru tribunalul din lumea noastră.”
La  2 februarie 2016 tribunalul din orașul Abha a decis să-i ușureze pedeapsa și a comutat-o în 8 ani de închisoare și 800 lovituri de bici.
Se crede că arestarea și judecarea lui Fayad a fost inițiată de „poliția de moravuri” ca răzbunare pentru faptul că Fayad a publicat pe internet un film video în care se vede biciuirea unui om în public.  
În lume, inclusiv în lumea arabă s-a declanșat o campanie publică în favoarea lui Ashraf Fayad, sute de intelectuali, artiști și oameni de cultură, din țările arabe și din Diaspora arabă (scriitorul Taher Ben Jalloun, poetul Adonis etc)  și oameni simpli, mai ales palestinieni, președintele Autorității Naționale Palestiniene, Mahmud Abbas, și alții chemând Arabia Saudită să-l grațieze pe Fayad. 
Organizația Amnesty International a anunțat că în cursul recluziunii sale, lui Fayad, deținut de opinie, nu i s-a permis consultarea cu un avocat.   
La o reuniune a sa în Germania, PEN Clubul l-a primit pe Fayad ca membru de onoare.

## Cărți
- „Instruction Within” - poezii